# Крістіан Мальмагро
Крістіан Мальмагро  (ісп. Cristian Malmagro, 11 березня 1983) — іспанський гандболіст, олімпійський медаліст.

## Виступи на Олімпіадах
| Олімпіада  | Дисципліна | Місце |
| ---------- | ---------- | ----- |
| Пекін 2008 | гандбол    | 3     |